# Osvaldo Piro

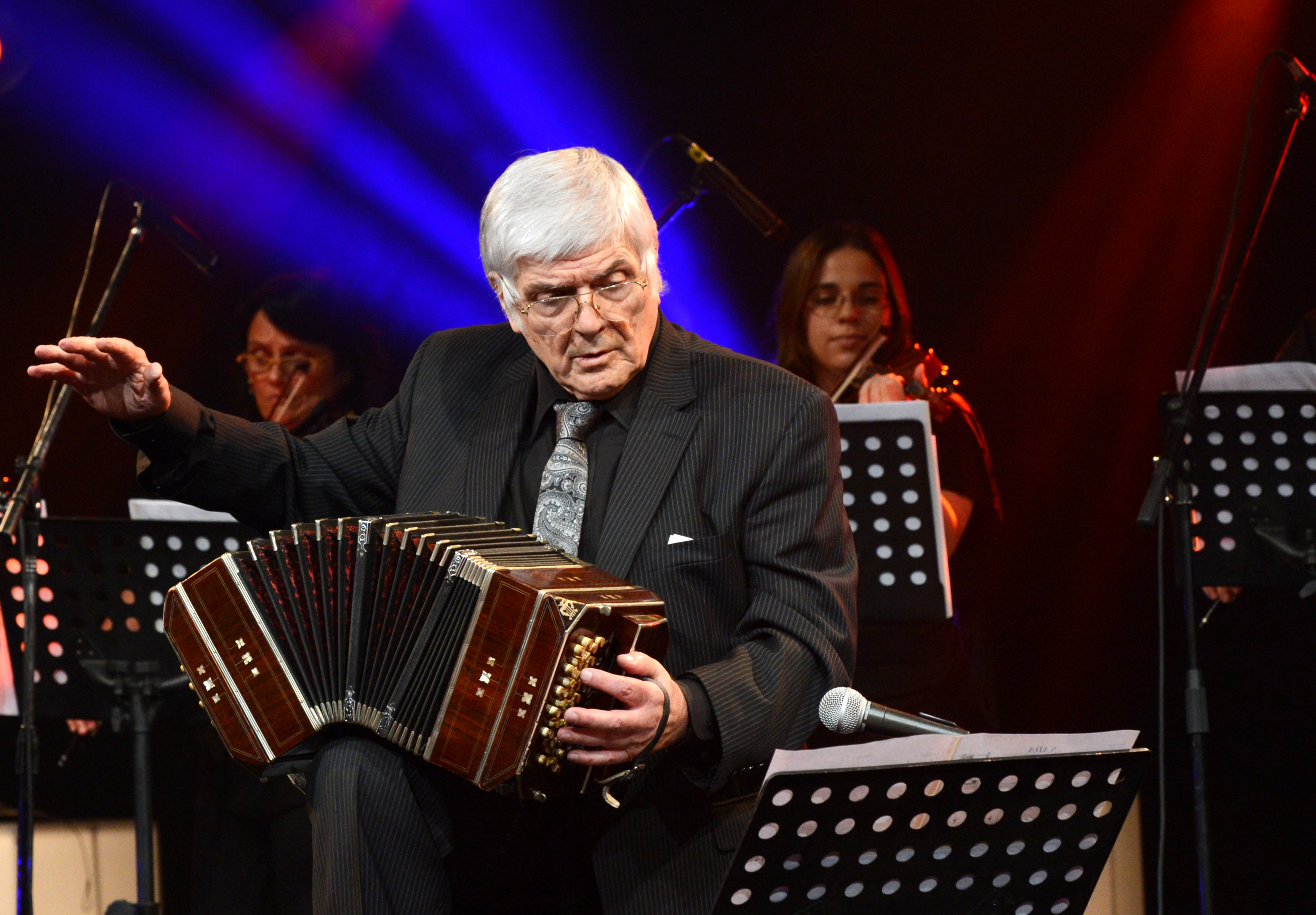
Osvaldo Piro, 2014

Osvaldo Carlos Piro (* 1. Januar 1937 in Buenos Aires; † 7. August 2025 in La Falda) war ein argentinischer Bandoneonist und Tangokomponist.

## Leben und Wirken
Piro nahm ab dem zehnten Lebensjahr Bandoneonunterricht bei Félix Cordisco, später war er Schüler von Domingo Mattio (Bandoneon), Pedro Rubione und Julio Nistal (Harmonielehre) sowie Juan Francisco Giacobbe (Musiktheorie). Elfjährig gründete er sein erstes Musiktrio Osmasi. 1952 debütierte er im Orchester von Ricardo Pedevilla, und im Folgejahr trat er in Alfredo Gobbis Orchester ein, dem er sechs Jahre lang angehörte.
Er spielte dann in Fulvio Salamancas Orchester, bevor er 1965 achtundzwanzigjährig ein eigenes Orchester gründete, mit dem er bei Radio Belgrano mit dem Sänger Carlos Nogués debütierte. Er wurde im selben Jahr zum Tango-Festival von La Falda eingeladen und nahm beim Label Alanicki seine erste LP auf. 1968 wurde er mit der Palma de Oro beim Festival de La Falda und dem Premio Martín Fierro des argentinischen Fernsehens ausgezeichnet. Im selben Jahr nahm er bei Philips zwei LPs auf. Ab 1971 trat er mit seinem Quintett und seiner damaligen Frau, der Tango-Sängerin, Schauspielerin und späteren Politikerin Susana Rinaldi, sowie Musikern wie Edmundo Rivero, Aníbal Arias und Osvaldo Avena im Konzertcafé Magoya in Mar del Plata auf.
Von 1984 bis 1988 lebte Piro in Europa und trat u. a. beim Festival de Arles, den Trottoirs de Buenos Aires in Paris, in Holland, Finnland, Schweden, Italien und der Schweiz auf. Nach seiner Rückkehr gründete er das Lokal San Telmo Tango, wo er mit seiner Gruppe Ensamble 9 auftrat. Mit dem Ensamble 9 und den Gästen Julián Plaza und  Eladia Blázquez nahm er die CD Romance de Abril auf.
1994 wurde Piro zum Dirigenten des Orquesta Nacional de Música Argentina Juan de Dios Filiberto ernannt, 1996 erhielt er die Ehrenbürgerwürde der Stadt Buenos Aires. Mit Stücken wie Azulnoche und Octubre erwies sich Piro als einer der bedeutendsten Tangokomponisten der Generation nach Astor Piazzolla.

## Quelle
- Todo Tango – Osvaldo Piro

## Anmerkung
1. ↑  Fundacion Konex und Clarín nennen 26. Dezember 1936 als Geburtsdatum, BNF und VIAF 31. Dezember 1936.